# Кампус Мелу, Лауделина ди
Лауделина ди Кампус Мело (порт. Laudelina de Campos Melo; 12 октября 1904 — 12 мая 1991) — афробразильская активистка профсоюзного движения. Будучи домашней работницей большую часть своей жизни, она рано осознала дискриминацию и недооценку трудящихся женщин. На протяжении всей жизни стремилась изменить общественное мнение и политику в отношении домработников. Ей удалось создать организации для этой категории рабочего класса, добиваясь признания их таковыми и имеющими право на труд.

## Ранние годы
Лауделина де Кампус Мелу родилась 12 октября 1904 года в городе Посус-ди-Калдас, штат Минас-Жерайс, Бразилия, в семье Сидонии и Марку Аурелиу. Её мать была домашней прислугой, а отец работал лесорубом. Оба родителя были рождены от рабов, но по условиям Закона Рио-Бранку, принятого в 1871 году, им была предоставлена свобода при рождении, хотя их родители оставались в рабстве. В 12 лет, когда её отец погиб в результате аварии на валке дерева, Мелу бросила школу, чтобы присматривать за своими пятью младшими братьями и сестрами, пока её мать работала полный рабочий день в отеле.
Заинтересованная в улучшении положения своего сообщества, Мелу с подросткового возраста работала в различных культурных организациях для чернокожих бразильцев. В 1920 году она была избрана президентом культурной группы Clube 13 de Maio, которая занималась политической и развлекательной деятельностью. В раннем возрасте она начала работать прислугой у Жулии Кубичек. Сын Кубичек Жуселину стал президентом Бразилии в 1950-х годах, а Мелу жила и работала в домашнем хозяйстве даже после того, как они переехали в Сан-Паулу.

## Активизм
В 1924 году Мело вышла замуж за каменщика Энрике Жеремиаса из Рио-де-Жанейро. Она стала политически активной, присоединившись к Коммунистической партии Бразилии, Чёрному бразильскому фронту (Frente Negra Brasileira) и культурной организации Saudades de Campinas. Пара оставалась в Сан-Паулу, где родились их двое детей, до 1932 года, когда перебралась в Сантус. Там деятельность Мелу была сосредоточена на борьбе против расовых предрассудков и недооценки труда работающих женщин. Около 1936 года она основала Associação Beneficente das Domésticas de Santos (Ассоциацию домашних работников Сантуса). Объединение в организацию было призвано повысить их юридическую грамотность по затрагивающим их правовым вопросам, осведомленность и солидарность среди домработниц в борьбе за свои права.
Она продолжала отстаивать права домашних работников до тех пор, пока общественные организации не были запрещены диктатурой президента Жетулиу Варгаса. Когда Варгас была свергнута в результате государственного переворота в 1946 году, она возобновила деятельность местной ассоциации в качестве её президента. Работая няней, в конце 1940-х годов Мелу переехала со своей семьей в Можи-дас-Крузис. Вернувшись в 1954 или 1955 году в Кампинас, Мелу открыла пансионат и оставила работу по дому. Чтобы пополнить свой доход, она продавала закуски на футбольных стадионах Гуарани и Понте Прета. Активно участвуя в движении чернокожих в Бразилии, она участвовала в группе Teatro Experimental do Negro (Черный экспериментальный театр), цель которой — обеспечить чернокожую молодежь культурными мероприятиями. Чтобы облегчить доступ к образованию, Мелу основала танцевальную и музыкальную школы в Кампинасе.
В 1961 году Мелу учредила Ассоциацию домашних работников Кампинаса (Associação dos Empregados Domésticos de Campinas) для поддержки обучения грамоте и объединения домработниц в профсоюзы. В отстаивании их прав на сотрудничала с политиками наподобие Франсиску Амарала и прогрессивным крылом католической церкви. Однако в 1968 году она покинула Ассоциацию из-за внутренних конфликтов. В 1972 году, во многом благодаря её усилиям, домашним работникам было наконец предоставлено право на социальное обеспечение и ежегодный оплачиваемый отпуск.
В 1982 году Мелу снова пригласили в Ассоциацию домашних работников. Она помогла реструктурировать ассоциацию в официальный профсоюз в 1988 году под новым названием Союз домашних работников (Sindicato dos Trabalhadores Domésticos de Campinas).

## Смерть и наследие
Мело умерла 22 мая 1991 года в Кампинасе и пожертвовала свой дом для использования в качестве штаб-квартиры Sindicato dos Trabalhadores Domésticos Она признана основателем первого профсоюза домработниц в Бразилии и пионером в повышении осведомлённости и защите прав этой группы трудящихся в стране. Её работа привела к развитию аналогичных организаций в других штатах и сыграла решающую роль в признании их наёмными работниками с теми же социальными гарантиями, что и для остальных.